# Turpino
Turpino, o Tulpino (in latino Turpinus o Tylpinus; VIII secolo – 2 settembre 800), è stato un arcivescovo franco.

## Biografia
Monaco presso l'Abbazia di Saint-Denis, fu nominato arcivescovo di Reims nel 771 da Carlo Magno, anche per l'interessamento dell'abate di Saint Denis, Fulrado. Reims era la chiesa primaziale di Francia, ove venivano consacrati i re: per questa ragione amministrare quella diocesi voleva dire entrare in contatto con i sovrani di Francia.
La leggenda vuole che Carlo Magno portasse Turpino con sé nella spedizione di Spagna (778), anche se, nelle cronache della campagna, la presenza di Turpino non è attestata. La Chanson de Roland ne fa l'archetipo del chierico votato alla battaglia, perfettamente inserito nello spirito della crociata del XI secolo. Nell'opera muore a Roncisvalle, sopravvive invece secondo la Historia Karoli Magni et Rotholandi (a lungo attribuita allo stesso Turpino). Rimane nella tradizione rolandiana fino a Ludovico Ariosto e Bernardo de Balbuena.